# 戚继光平倭纪念碑
戚继光平倭纪念碑（又称戚武毅公继光平倭纪念碑）是一座位于中国浙江省玉环市玉城街道的纪念碑，为了纪念戚继光在玉环境内平定倭寇的事迹。原碑在县城圣庙前，1933年重立，此后新碑再度佚失，1984年重新发现。碑为青石质地，高3.5米，正面刻有“明戚公继光平倭纪念碑”字样。2004年3月被公布为玉环县文物保护点，2016年8月24日被公布为玉环市文物保护单位。

## 历史背景
玉环早在1369年就有被倭寇入侵的记载。是年3月，有倭寇入侵茅岘（今茅埏）；1377年，又有倭寇侵犯楚门，但遭到阻击。1384年正月，朱元璋命汤和视察沿海地区。1387年，汤和采取多项措施来设置海防，例如修建城防、组建部队、置御倭水军千户所等。另外将海岛居民全部迁徙到内地，迁弃今漩门港以南的玉环本岛全部地区。这一地区直到1728年设置玉环厅时才重新开垦:2。:0241398年，倭寇两千余人侵入楚门，千户王斌、镇抚袁润英勇殉国。伴随着明朝的海防松弛，倭寇愈加猖狂，其中1553至1566年，活跃在东南沿海的倭寇最为猖狂:17。在玉环，1534年、1552年、1559年均有倭寇入侵:025。
嘉庆四十年（1561年）4月，倭寇大举侵犯台州沿海，戚继光率领戚家军到玉环剿灭倭寇。5月11日，戚继光、胡震等人出击，歼灭侵犯楚门的大批倭寇，大获全胜。这场战役史称“邳山之役”。:026在玉环，还流传着“智造涂艇歼倭贼”的故事：传说，当地儿童在滩涂上将板凳倒置，坐在板凳上将脚往后蹬便可滑行，戚继光见到这一幕后以此为基础制作了“涂艇”（俗称“猴槽”）作为戚家军在滩涂上的战骑，从而大败倭寇:067。

## 文物情况

### 结构
戚继光平倭纪念碑由青石制成，高约3.5米（含碑座5.28米），每面宽度基本相等，均为39厘米，但略微上窄下宽，顶部为三棱锥形。碑座三层，三面有刻字：正面为“明戚公继光平倭纪念碑”；一侧面为“嘉靖四十年辛酉，戚将军继光督率诸将会剿倭寇，大破贼于披山下白水洋、长吊洋、沙镬洋等处，冒雨而戕，犁沉倭船，尽歼其众”；另一侧面为“□□□□□年六月□日浙江玉环县县长敬立”。其中，□中的字因石碑断裂而无法辨认。

### 历史
戚继光平倭纪念碑原在县城圣庙前，经过风雨侵蚀后被毁坏，1933年按原碑复制，此后佚失，1984年在玉环县公安局（今玉环市公安局）大院内重新发现，后曾存放在玉环县烈士陵园。20世纪90年代重立于玉城街道犁头咀村峦岩山观音堂东北面。2004年3月，被公布为玉环县文物保护点。2016年8月24日，被公布为第四批玉环市文物保护单位。

### 保护
2019年9月，玉环市文化和广电旅游体育局公布了戚武毅公继光平倭纪念碑的保护范围和建设控制地带。保护范围为以纪念碑所在山头为界划定范围线。建控地带则在保护范围线的基础上再向外扩展划定范围线：东面以断崖为界；南面距保护范围约5米；西面距保护范围约55米；北面距保护范围约5米。